# Сон, Масаёси
Масаёси Сон (яп. 孫 正義, 11 августа 1957, Тосу, Япония) — японский предприниматель корейского происхождения, основатель и генеральный директор компании SoftBank, председатель совета директоров телекоммуникационной компании Sprint, миллиардер.
В рейтинге журнала Forbes в 2017 году занимает 1-е место среди японских миллиардеров с состоянием 20,4 млрд долларов.

## Биография
Родился в Японии в корейской семье. В 1974 году переехал с семьёй в Сан-Франциско, где окончил школу.
Будучи студентом, в 19 лет изобрёл электронный переводчик, патент на который продал фирме Sharp за 1 млн долларов.
В 1980 году получил степень бакалавра экономики в Калифорнийском университете в Беркли и через год вернулся в Японию.
В январе 1982 года основал компанию Softbank, занимавшуюся изготовлением и распространением программного обеспечения. Три года после основания компании тяжело болел гепатитом. С середины 1990-х годов Softbank стал ведущим дистрибьютором программного обеспечения в Японии, хотя это направление уже не является основным для него.
В 1990 году получил японское гражданство. Женат, двое детей.

### «Дзайбацу» в области интернета
В 1994 году Softbank в ходе IPO продал акции на 140 млн долларов. Начался этап больших покупок, главным образом в США, где шло бурное развитие интернета и стремительный рост акций связанных с ним компаний. Softbank приобрёл компьютерную выставку Comdex за 803 млн долларов, издательский дом Ziff-Davis, специализировавшийся на выпуске компьютерной периодики, за 3,1 млрд долларов, 80 % акций производителя памяти для компьютеров Kingston Technology за 1,2 млрд долларов.
В 1995 году в компании появилось венчурное подразделение — Softbank Technology Ventures, его задачей был поиск перспективных высокотехнологичных компаний, нуждавшихся в инвестициях. В ноябре 1995 года Softbank приобрёл акции Yahoo! на 2 млн долларов, в марте 1996-го — ещё 33 % акций Yahoo! за 105 млн долларов, позднее вложил ещё 250 млн долларов. Рост акций Yahoo! после размещения их на бирже в апреле 1996 сделал Сона миллиардером. В первый год своего существования Softbank Technology Ventures инвестировала в 55 фирм, инвестиционная стратегия — вложение средств в как можно большее число компаний на ранних стадиях их развития, затем увеличение вложений в наиболее перспективные из них. В дальнейшем Softbank получил долю в нескольких сотнях интернет-компаний, среди которых E-Trade, E-Loan, Morningstar, Buy.Com, GeoCities и другие.
В 1996 году Yahoo! и Softbank создали в Японии совместное предприятие Yahoo! Japan, ставшее самым популярным интернет-порталом страны и начавшее приносить прибыль уже на второй месяц своей работы.
На пике биржевого бума интернет-компаний капитализация Softbank составляла 180 млрд долларов, а доля Сона оценивалась в 78 млрд долларов. В результате сдувания пузыря капитализация Softbank упала до 21 млрд долларов, состояние Сона уменьшилось до 6 млрд долларов. Масаёси Сон считается человеком, потерявшим наибольший личный капитал в истории.
После краха доткомов в инвестиционном портфеле Softbank были акции 600 компаний, и он планировал продолжать инвестирование, не сомневаясь в большом будущем интернета.

### Стратегический инвестор в телекоммуникационной отрасли
Сон совместно с Yahoo! Japan в 2001 году учредил компанию Yahoo! BB, которая поглотила Japan Telecom, третьего в Японии оператора широкополосного интернета, переименованного в SoftBank Telecom.
В марте 2006 года Softbank купил у Vodafone её японского мобильного оператора за 15 млрд долларов, который был переименован в Softbank Mobile. В апреле 2015 года SoftBank Telecom был присоединён к Softbank Mobile.
В 2013 году SoftBank купил 78 % акций Sprint за 22,2 млрд долларов, Масаёси Сон занял пост председателя совета директоров Sprint.

### Благотворительность
В 2011 году Масаёси Сон пообещал пожертвовать 120 млн долларов и свою зарплату, которую будет получать до выхода на пенсию, на помощь жертвам землетрясения и цунами, случившихся в том году.